# Subačius
Subačius è una città della Lituania, situata nella contea di Panevėžys.